# Кърнински дамаскин
Кърнинският дамаскин (на македонска литературна норма: Крнински дамаскин) е среднобългарски ръкопис от XVI век, превод на „Съкровище“ от Дамаскин Студит.

## История
Ръкописът е открит в Кичевския манастир „Света Богородица Пречиста“ в 1956 година. Пази се в Института за македонски език в Скопие под № 594. Друг препис на същия превод е Киевския ръкопис № 33, пренесен от архимандрит Антонин Капустин през 60-те години на XIX век в Киевската духовна академия и пазен в Публичната библиотека.
Преводът е дело на митрополит Григорий Пелагонийски след отпечатването на „Съкровище“ във Венеция в 1557 - 1558 година. Споменаването гласи: „прѣложенное бголюбзым епископѡм пелагонискѷм и прилѣпскым смѣренному Григѡрїю“. Тъй като е наречен епископ, а не митрополит, Иван Снегаров смята, че датата е преди въвеждането на пелагонийската катедра в митрополия в 1580 година. Други датировки са между 1562 и 1568 или около 1570 - 1580 година.

## Описание
Ръкописът е писан с четлив полуустав на дебела жълтеникава хартия, най-често с воден знак закръглена котва с кръг или звезда отгоре, произведена във Верона (1579 - 1583) в обем 31,5 х 21,5, текстът 21 х 11,5 cm.

## Език
Езикът има три слоя. В основата си е църковнославянски. В цитати от Библията се среща цялото богатство на архаични синтетични форми и причастни конструкции, но в разказа има чести аналитични морфосинтактични форми. Вторият слой е ограничен брой сърбизми, дошли от ресавския правопис. Третият слой са елементи от народния говор, като развити балканизми от типа на удвоения обект.